# Finanscentrum
Ett finanscentrum är en marknadsplats för internationell valuta- och värdepappershandel. Deras betydelse rankas enligt olika kriterier. Sådana kan till exempel vara storleken på värdepappershandeln eller hur många multinationella företag som har kontor där, liksom bruttoregionprodukt (BRP), den regionala motsvarigheten till BNP.